# سندس (مسلسل)
سندس مسلسل سعودي اجتماعي كوميدي عرض في عام 2022.

## قصة العمل
عبد الرحمن رجل أعمال ثري، تولى تربية أبنائه بعد وفاة زوجته، وعانى معهم الأمرين، فاستعان بإحدى المربيات لمساعدته في المهمة، في الوقت الذي تساعده فيه المدرسة «سندس» على تخطي الأمور الصعبة.

## الممثلون
- حسن عسيري
- إلهام علي
- محمد الحربي
- فيصل العمري
- سارة اليافعي
- عبد الرحمن نافع
- آلاء
- إيمان الغربي
- حنين وردي
- عبير عبدالله
- وائل غازي
- محمد العبدالله (ممثل سعودي)
- دينا محسن
- رياض الصالحاني
- فيصل الدوخي
- فاطمة الشريف
- نور حسين
- سارة الجابر
- عبد الله المعطش
- أحمد الحازمي
- علي المطيري
- لبنى عبد العزيز
- فارس الخالدي

## وصلات خارجية
- سندس على موقع IMDb (الإنجليزية)
- سندس على موقع قاعدة بيانات الأفلام العربية
- سندس على موقع كينوبويسك (الروسية)
- سندس على موقع قاعدة بيانات الفيلم (الإنجليزية)
- سندس على موقع شاهد.نت